# KAMAZ-6595
KAMAZ-6595 — российский самосвал линейки пятого поколения (К5), выпускаемый ПАО «КАМАЗ». Выпускается с 2020 года, вышел на рынок в 2021 году. В ноябре 2023 года производитель представил импортозамещённую версию грузовика.

## Технические характеристики
Грузоподъемность, кг: 24950.

Объём платформы, м3: 16.

Колёсная формула: 6x4.

Модель двигателя: КАМАЗ Р6 910.15-450.

Коробка передач: ZF 12TX2825TO.

Топливная аппаратура: АЗПИ

## Серия
Автомобиль входит в тяжёлое семейство грузовых автомобилей КАМАЗ К5, в числе которых самосвалы КАМАЗ-6595, КАМАЗ-65951 8х4, КАМАЗ-65952 6х6, КАМАЗ-65953 8х8, КАМАЗ-65959 6х6 и седельные тягачи КАМАЗ-65955 6х6 КАМАЗ-65956 6х4.
У трёхосных КАМАЗ-6595 6х4 и КАМАЗ-65952 6х6 допустимая полная масса 41 тонна, у четырёхосника КАМАЗ-65951 8х4 — 50 тонн.

## Обзоры
Журнал «За рулем» отмечает новую просторную кабину узкого исполнения (аналог Mercedes-Benz Arocs), новый двигатель КАМАЗ-910 мощностью от 380 до 550 л. с.

## Награды
Автомобиль КАМАЗ-6595 стал победителем Гран-при «„За рулем“ Коммерческие автомобили» (2021 год) в номинации «Строительные грузовики».